# العلاقات اليمنية الكيريباتية
العلاقات اليمنية الكيريباتية هي العلاقات الثنائية التي تجمع بين اليمن وكيريباتي.

## مقارنة بين البلدين
هذه مقارنة عامة ومرجعية للدولتين:
| وجه المقارنة                                              | اليمن                   | كيريباتي                        |
| --------------------------------------------------------- | ----------------------- | ------------------------------- |
| المساحة (كم2)                                             | 555.00 ألف              | 811                             |
| عدد السكان (نسمة)                                         | 28.25 مليون             | 116.40 ألف                      |
| الكثافة السكانية (ن./كم²)                                 | 50.9                    | 14.35 ألف                       |
| العاصمة                                                   | صنعاء عدن (عاصمة مؤقتة) | جنوب تاراوا                     |
| اللغة الرسمية                                             | اللغة العربية           | لغة إنجليزية، اللغة الكيريباتية |
| العملة                                                    | ريال يمني               | دولار كريباتي، دولار أسترالي    |
| الناتج المحلي الإجمالي (بليون دولار)                      | 18.21 مليار             | 196.15 مليون                    |
| الناتج المحلي الإجمالي (تعادل القوة الشرائية) بليون دولار | 75.69 مليار             | 224.26 مليون                    |
| الناتج المحلي الإجمالي الاسمي للفرد دولار أمريكي          | 1.41 ألف                | 1.42 ألف                        |
| الناتج المحلي الإجمالي للفرد دولار أمريكي                 |                         | 1.81 ألف                        |
| مؤشر التنمية البشرية                                      | 0.498                   | 0.590                           |
| رمز المكالمات الدولي                                      | +967                    | +686                            |
| رمز الإنترنت                                              | .ye                     | .ki                             |
| المنطقة الزمنية                                           | ت ع م+03:00             |                                 |

## منظمات دولية مشتركة
يشترك البلدان في عضوية مجموعة من المنظمات الدولية، منها:
| علم المنظمة | اسم المنظمة                   | تاريخ انضمام اليمن | تاريخ انضمام كيريباتي |
| ----------- | ----------------------------- | ------------------ | --------------------- |
|             | يونسكو                        | 2 أبريل 1962       | 24 أكتوبر 1989        |
|             | مؤسسة التمويل الدولية         | 22 مايو 1970       | 2 أكتوبر 1986         |
|             | منظمة حظر الأسلحة الكيميائية  | ?                  | ?                     |
|             | مؤسسة التنمية الدولية         | 22 مايو 1970       | 2 أكتوبر 1986         |
|             | الاتحاد البريدي العالمي       | ?                  | ?                     |
|             | الاتحاد الدولي للاتصالات      | 1931               | 3 نوفمبر 1986         |
|             | الأمم المتحدة                 | 30 سبتمبر 1947     | 14 سبتمبر 1999        |
|             | البنك الدولي للإنشاء والتعمير | 3 أكتوبر 1969      | 29 سبتمبر 1986        |